# ハリナシバチ
ハリナシバチ（Meliponini、英名：stingless bees）は、ミツバチ、マルハナバチ、シタバチなどとともにミツバチ亜科に含まれるハナバチの一種で、ハリナシミツバチとよばれることもある。ミツバチに匹敵する高度な真社会性生活を営む種を含み、世界の熱帯亜熱帯地域から500種以上が知られ、特に中南米に多い。東アジアの分布北限は台湾で、日本には分布していない。
体長は数ミリから2センチと種により様々。針が退化しており、毒針を持たない。その生態も、ミツバチと様々な点で異なる。外敵からの巣の防衛は噛みつくことと大顎腺から分泌する蟻酸などの化学物質による。巣は樹洞や岩の隙間などに造られ、ミツバチのような蜜蝋でできたハニカム構造の巣盤ではなく、マルハナバチのような小さな壷（ポット）の集合体である。出入口には樹脂でできたチューブが備わっていることが多い。幼虫の保育は、ミツバチが随時給餌なのに対し、一括給餌を行い、花粉や蜜を蓄えたポットに女王が産卵すると、ポットは成虫が羽化するまで閉じられる。大多数の種で産卵の直前には働きバチによる産卵が行われ、女王はそれを食べてから産卵する。新コロニーの創設はミツバチ同様、分蜂によるが、ミツバチと違って新たに生まれた女王バチが働きバチとともに巣を出ていく。一部の種は、自分たちで採餌せず、他種のハリナシバチの巣を襲って略奪する。また別の種では餌資源として花粉だけでなく動物の涙も集めること、さらにまた別の種では蛋白源としてもはや花粉や花蜜ではなく専ら動物の新鮮な死体を利用することが知られる。

## 人との関わり
中南米では、数千年前からハリナシバチ類の養蜂が行われ、蜂蜜やプロポリスが、食用や薬用に利用されてきた。しかしハリナシバチの作る蜂蜜やプロポリスの効能についてはまだまだ未知であり、ハリナシバチの養蜂の発展とともに今後の研究が期待されている。